# سیدنی فرانکلین (کارگردان)
سیدنی فرانکلین (انگلیسی: Sidney Franklin؛ ۲۱ مارس ۱۸۹۳ – ۱۸ مهٔ ۱۹۷۲) یک کارگردان، و تهیه‌کننده اهل ایالات متحده آمریکا بود.
از فیلم‌ها یا برنامه‌های تلویزیونی که وی در آن نقش داشته است می‌توان به خانم مینی‌ور اشاره کرد.